# Nukufetau
Nukufetau es uno de los nueve atolones de Tuvalu.

## Geografía
Ubicado a 86 km al nordeste de Funafuti y a 57 km al sudoeste de Vaitupu. Su superficie total es de 2,99 km². La isla fue reclamada por los Estados Unidos en los últimos años del siglo XIX y fue cedida en un Tratado de Amistad finalizada en 1979 y forzando su retorno en 1983. Según el censo en el 2002, tiene una población de 586 habitantes y posee 35 islas:
- Faiava Lasi
- Fale
- Funaota
- Kongo Loto Lafanga
- Lafanga
- Matanukulaelae
- Motufetau
- Motulalo
- Motuloa (norte de Nukufetau)
- Motuloa (sur de Nukufetau)
- Motumua
- Niualuka
- Niuatui
- Oua
- Sakalua
- Savave
- Teafatule
- Teafuaniua
- Teafuanonu
- Teafuone
- Temotuloto
- y otras 14 islas más.

La isla más grande es Motulalo. Cerca de la ciudad Savave está una aldea.